# Памятная монета «Скифское золото»
Памятная монета «Скифское золото» (укр. Скіфське золото) — золотая памятная монета Национального банка Украины, посвящённая ювелирному искусству степной Скифии периода VII—III века до н. э. Была введена в оборот 26 апреля 2005 года. Относится к серии «Наименьшая золотая монета».

## Описание монеты и характеристики
| Номинал, гривен | Металл | Масса, г | Диаметр, мм | Качество изготовления         | Гурт    | Тираж, штук |
| --------------- | ------ | -------- | ----------- | ----------------------------- | ------- | ----------- |
| 2               | золото | 1,24     | 13,92       | специальное нециркулированное | гладкий | 15 000      |

### Аверс
На аверсе монеты в кольце из бусин изображён малый Государственный Герб Украины, над которым отмечен год чеканки монеты (2005); между кольцом и кантом монеты круговые надписи «УКРАИНА» (укр. УКРАЇНА, вверху), «2 ГРИВНЫ» (укр. 2 ГРИВНІ, внизу), а также обозначение металла (Au) и его пробы 999,9 (слева), масса (1,24 г) и логотип Монетного двора Национального банка Украины (справа).

### Реверс
На реверсе монеты изображён профиль скифского всадника, изображение которого было найдено в 1830 году во время археологических раскопок кургана Куль-Оба возле города Керчь, а внизу надпись «СКИФСКОЕ ЗОЛОТО» (укр. СКІФСЬКЕ ЗОЛОТО).

## Авторы
- Художник — Демьяненко Владимир (аверс), Груденко Борис (реверс).
- Скульптор — Демьяненко Владимир, Чайковский Роман.

## Стоимость монеты
Стоимость монеты — 190 гривен (2005). Установлена Национальным банком Украины в период реализации монеты через его филиалы.